# Championnats du monde juniors d'athlétisme 1988
Navigation
Édition précédente Édition suivante
Les 2es Championnats du monde juniors d'athlétisme ont eu lieu du 27 au 31 juillet 1988 à Sudbury, en Ontario, au Canada. Sudbury est devenue Grand Sudbury en 2001.

## Résultats

### Hommes
| Épreuve           | Or                                                                                | Argent                                                                           | Bronze                                                                                  |
| ----------------- | --------------------------------------------------------------------------------- | -------------------------------------------------------------------------------- | --------------------------------------------------------------------------------------- |
| 100 m             | Andre Cason (USA) 10 s 22                                                         | Sven Matthes (GDR) 10 s 28                                                       | Aleksandr Shlychkov (URS) 10 s 37                                                       |
| 200 m             | Kevin Braunskill (USA) 20 s 87                                                    | Olapade Adeniken (NGA) 20 s 88                                                   | Dmitriy Bartenyev (URS) 20 s 92                                                         |
| 400 m             | Tomasz Jędrusik (POL) 46 s 19                                                     | Steve Perry (AUS) 46 s 74                                                        | Anthony Eziuka (NGA) 46 s 81                                                            |
| 800 m             | Jonah Birir (KEN) 1 min 50 s 03                                                   | Kevin McKay (GBR) 1 min 50 s 79                                                  | Melford Homela (ZIM) 1 min 51 s 34                                                      |
| 1 500 m           | Wilfred Kirochi (KEN) 3 min 46 s 52                                               | Noureddine Morceli (ALG) 3 min 46 s 93                                           | Fermín Cacho (ESP) 3 min 47 s 31                                                        |
| 5 000 m           | Henry Kirui (KEN) 13 min 54 s 29                                                  | Mohamed Choumassi (MAR) 13 min 54 s 36                                           | Addis Abebe (ETH) 13 min 58 s 08                                                        |
| 10 000 m          | Addis Abebe (ETH) 28 min 42 s 13                                                  | Bedilu Kibret (ETH) 28 min 48 s 55                                               | James Songok (KEN) 28 min 50 s 42                                                       |
| 110 m haies       | Reinaldo Quintero (CUB) 13 s 71                                                   | Stephen Brown (USA) 13 s 73                                                      | Elbert Ellis (USA) 13 s 78                                                              |
| 400 m haies       | Kelly Carter (USA) 49 s 50                                                        | Mugur Mateescu (ROU) 50 s 70                                                     | Vadim Zadoinov (URS) 50 s 88                                                            |
| 3 000 m steeple   | William Chemitei (KEN) 8 min 41 s 61                                              | Matthew Birir (KEN) 8 min 44 s 54                                                | Arto Kuusisto (FIN) 8 min 46 s 42                                                       |
| 10 km marche      | Alberto Cruz (MEX) 41 min 16 s 11                                                 | Valentí Massana (ESP) 41 min 33 s 95                                             | Mikhail Khmelnitskiy (URS) 41 min 38 s 86                                               |
| 20 km marche      | Metaferia Zeleke (ETH) 59 min 27                                                  | Thomas Osano (KEN) 1 h 0 min 14                                                  | Abel Gisemba (KEN) 1 h 0 min 36                                                         |
| 4 × 100 m         | États-Unis Kevin Braunskill Quincy Watts Andre Cason Terrence Warren 39 s 27      | Nigeria Abdullah Tetengi Davidson Ezinwa Victor Nwankwo Olapade Adeniken 39 s 66 | Royaume-Uni Courtney Rumbolt Lloyd Stapleton Darren Braithwaite Jamie Henderson 40 s 06 |
| 4 × 400 m         | États-Unis Jesse Carr Chris Nelloms Jerome Williams Ralph Carrington 3 min 5 s 09 | Australie Anthony Ryan Mark Garner Dean Capobianco Steve Perry 3 min 7 s 60      | Jamaïque Michael Rose Carey Johnson Anthony Pryce Daniel England 3 min 8 s 00           |
| Saut en hauteur   | Artur Partyka (POL) 2,28 m                                                        | Lábros Papakóstas (GRE) 2,25 m                                                   | Park Jae-hong (KOR) Jarosław Kotewicz (POL) 2,22 m                                      |
| Triple saut       | Vladimir Melikhov (URS) 16,69 m                                                   | Galin Georgiev (BUL) 16,18 m                                                     | Eugene Greene (BAH) 16,16 m                                                             |
| Saut en longueur  | Luis Bueno (CUB) 7,99 m                                                           | Saúl Isalgué (CUB) 7,78 m                                                        | Nai Hui-Fang (TPE) 7,77 m                                                               |
| Saut à la perche  | István Bagyula (HUN) 5,65 m                                                       | Maksim Tarasov (URS) 5,60 m                                                      | Andrey Grudinin (URS) 5,30 m                                                            |
| Lancer du poids   | Aleksandr Klimenko (URS) 18,92 m                                                  | Mike Stulce (USA) 18,47 m                                                        | Aleksandr Klimov (URS) 18,06 m                                                          |
| Lancer du disque  | Andreas Seelig (GDR) 58,60 m                                                      | Kamy Keshmiri (USA) 54,68 m                                                      | Yuriy Nesteryets (URS) 53,70 m                                                          |
| Lancer du marteau | Vadim Kolesnik (URS) 69,52 m                                                      | Oleg Polyushik (URS) 69,00 m                                                     | Thomas Hommel (GDR) 66,06 m                                                             |
| Lancer du javelot | Vladimir Ovchinnikov (URS) 77,08 m                                                | Steve Backley (GBR) 75,40 m                                                      | Jens Reimann (GDR) 71,64 m                                                              |
| Décathlon         | Michael Kohnle (FRG) 7 729 points                                                 | Robert Změlík (TCH) 7 659 points                                                 | Eduard Hämäläinen (URS) 7 596 points                                                    |

### Femmes
| Épreuve           | Or                                                                                   | Argent                                                                          | Bronze                                                                                        |
| ----------------- | ------------------------------------------------------------------------------------ | ------------------------------------------------------------------------------- | --------------------------------------------------------------------------------------------- |
| 100 m             | Diana Dietz (GDR) 11 s 18                                                            | Katrin Krabbe (GDR) 11 s 23                                                     | Liliana Allen (CUB) 11 s 36                                                                   |
| 200 m             | Katrin Krabbe (GDR) 22 s 34                                                          | Diana Dietz (GDR) 22 s 88                                                       | Liliana Allen (CUB) 22 s 97                                                                   |
| 400 m             | Grit Breuer (GDR) 51 s 24                                                            | Maicel Malone (USA) 52 s 23                                                     | Olga Moroz (URS) 53 s 20                                                                      |
| 800 m             | Birte Bruhns (GDR) 2 min 0 s 67                                                      | Catalina Gheorghiu (ROU) 2 min 1 s 96                                           | Dorota Buczkowska (POL) 2 min 2 s 94                                                          |
| 1 500 m           | Doina Homneac (ROU) 4 min 12 s 94                                                    | Snežana Pajkić (YUG) 4 min 16 s 19                                              | Yvonne van der Kolk (NED) 4 min 16 s 35                                                       |
| 3 000 m           | Ann Mwangi (KEN) 9 min 13 s 99                                                       | Fernanda Ribeiro (POR) 9 min 15 s 33                                            | Yvonne Lichtenfeld (GDR) 9 min 16 s 02                                                        |
| 10 000 m          | Jane Ngotho (KEN) 33 min 49 s 45                                                     | Olga Nazarkina (URS) 33 min 50 s 03                                             | Mónica Gama (POR) 34 min 16 s 13                                                              |
| 100 m haies       | Aliuska López (CUB) 13 s 23                                                          | Birgit Wolf (FRG) 13 s 51                                                       | Zhanna Gurbanova (URS) 13 s 64                                                                |
| 400 m haies       | Antje Axmann (GDR) 57 s 47                                                           | Ann Maenhout (BEL) 57 s 58                                                      | Silvia Rieger (FRG) 57 s 88                                                                   |
| 4 × 100 m         | Allemagne de l'Est Grit Breuer Katrin Krabbe Diana Dietz Katrin Henke 43 s 48        | Cuba Eusebia Riquelme Liliana Allen Aliuska López Ana Valdivia 44 s 04          | États-Unis Angela Burnham Kendra Mackey Frenchie Holmes Esther Jones 44 s 27                  |
| 4 × 400 m         | Allemagne de l'Est Manuela Derr Stefanie Fabert Anke Wöhlk Grit Breuer 3 min 28 s 39 | États-Unis Keisha Demas Stephanie Saleem Kendra Mackey Teri Smith 3 min 31 s 48 | Union soviétique Tatyana Movchan Viktoria Miloserdova Olga Burkanova Olga Moroz 3 min 31 s 89 |
| 5 km marche       | Marí Cruz Díaz (ESP) 21 min 51 s 31                                                  | Olga Sánchez (ESP) 21 min 58 s 17                                               | Maria Grazia Orsani (ITA) 22 min 04 s 74                                                      |
| Saut en longueur  | Fiona May (GBR) 6,88 m                                                               | Anu Kaljurand (URS) 6,78 m                                                      | Jo Wise (GBR) 6,69 m                                                                          |
| Saut en hauteur   | Galina Astafei (ROU) 2,00 m                                                          | Yelena Yelesina (URS) 1,96 m                                                    | Karen Scholz (GDR) 1,92 m                                                                     |
| Lancer du poids   | Ines Wittich (GDR) 18,54 m                                                           | Heike Rohrmann (GDR) 17,84 m                                                    | Elvira Polyakova (URS) 17,10 m                                                                |
| Lancer du disque  | Ilke Wyludda (GDR) 68,24 m                                                           | Astrid Kumbernuss (GDR) 64,08 m                                                 | Proletka Voycheva (BUL) 58,94 m                                                               |
| Lancer du javelot | Karen Forkel (GDR) 61,44 m                                                           | Isel López (CUB) 57,86 m                                                        | Malgorzata Kielczewska (POL) 57,04 m                                                          |
| Heptathlon        | Svetla Dimitrova (BUL) 6 289 points                                                  | Yelena Petushkova (URS) 6 102 points                                            | Peggy Beer (GDR) 6 067 points                                                                 |

## Tableau des médailles
| Rang | Nation | Or | Argent | Bronze | Total |
| ---- | ------ | -- | ------ | ------ | ----- |